# Talga Group
Talga Group Ltd är ett australiskt mineralföretag, vars industriella verksamhet sker i Norrbotten i Sverige. Dess aktier handlas på börsen i Australien (ASX).
Talga Group bedriver tillverkning av anodmateriel i grafit i en pilotanläggning i Luleå och uppför (2025) en fullskaleanläggning på Hertsön i Luleå.
Företaget utvecklar (2025) gruvprojektet Nunasvaara Södra tio kilometer väster om tätorten Vittangi i Kiruna kommun. Det är en planerad, men ännu (januari 2025) ej beslutad grafitgruva nära sjön Hosiojärvi. Talga Group fick 2024 bearbetningskoncession av Bergsstaten samt miljötillstånd av Mark- och miljödomstolen vid Umeå tingsrätt Detaljplanearbete pågår (början av 2025). Fyndigheten Nunasvaara är en av fyra fyndigheter inom ett område, där Talga Group har prospekterat: Nunasvaaara Södra, Nunasvaara Norra, Niska Södra och Niska Norra.
Andra projekt är prospektering efter grafit i Jalkunen nordväst om Pajala och Raitajärvi samt efter koppar och kobolt i Kiskama nordväst om Nunasvaara och järn i trakten av Vittangi, samtliga i Norrbotten.